# Mickleover
Mickleover är en stadsdel i Derby, i distriktet Derby, i grevskapet Derbyshire, i England. Ward hade 14 696 invånare år 2021. Mickleover var en civil parish fram till 1968 när blev den en del av Derby, Burnaston, Findern och Radbourne. Civil parish hade 9 709 invånare år 1961. Byn nämndes i Domedagsboken (Domesday Book) år 1086, och kallades då Overe/Ufre.